# فضای آفین

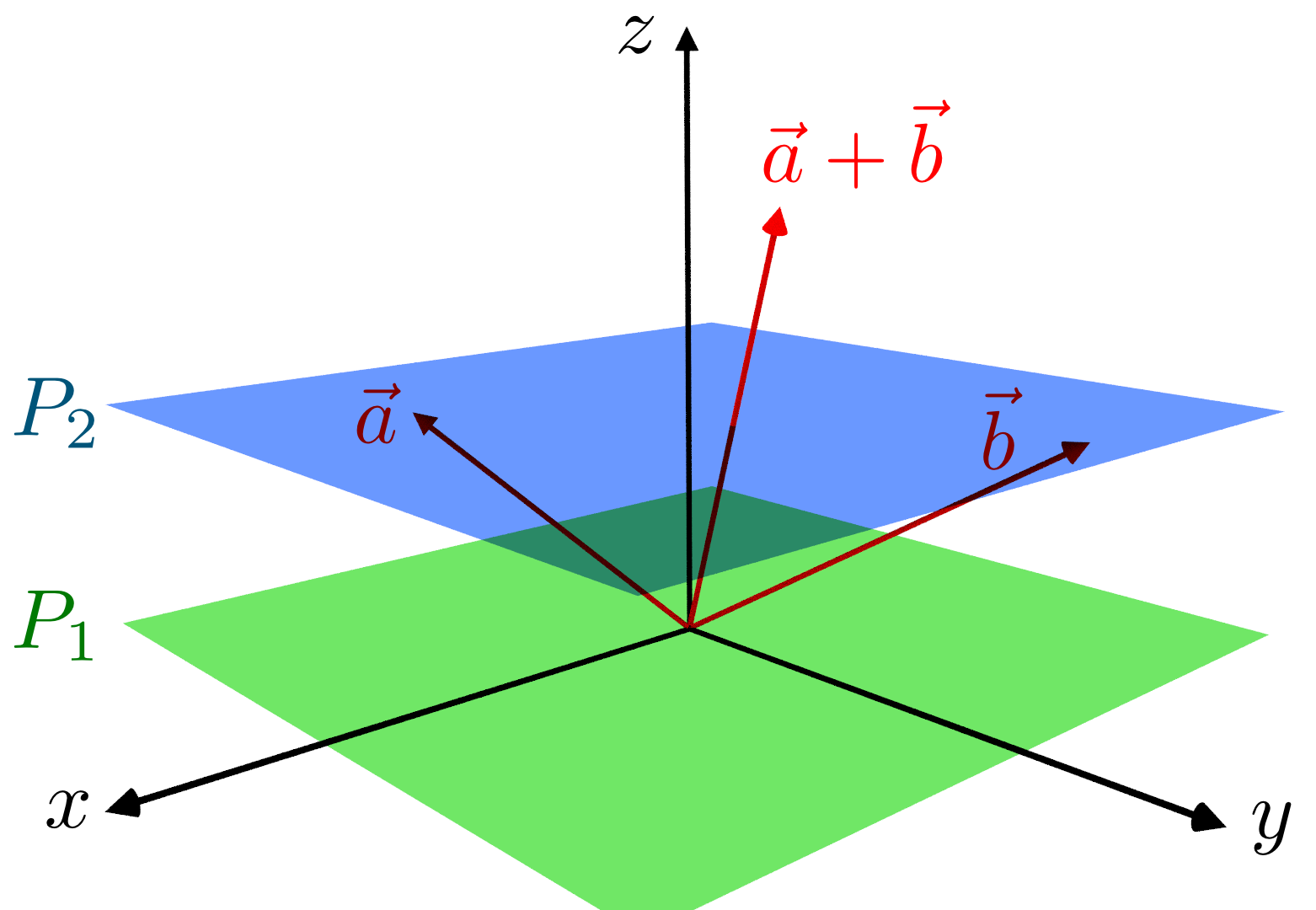
در ، نیم صفحه بالایی (آبی رنگ) به دلیل این که و ، یک فضای برداری نیست؛ با این حال، این مجموعه تشکیل یک زیر فضای آفین می‌دهد. صفحه هم جهت با صفحه است و (صفحه سبز رنگ) یک فضای برداریست. گرچه که و در قرار دارند، تفاضلشان تشکیل بردار جابجایی می‌دهد، که متعلق به نبوده و به تعلق دارد.

در ریاضیات، یک فضای آفین، یا فضای مُسْتَویٓ، یا فضای همگر، ساختاری هندسی است که برخی از خصوصیات فضاهای اقلیدسی را مستقل از مفهوم فاصله و اندازه‌گیری زاویه، تعمیم می‌دهد؛ به‌گونه‌ای که تنها خواص توازی (موازی بودن) و نسبت طول پاره خط‌های موازی با هم حفظ شوند.
در یک فضای آفین، هیچ نقطهٔ مشخصی به عنوان مبدأ فضا وجود ندارد؛ لذا، هیچ برداری مبدأ ثابت ندشته و هیچ برداری را نمی‌توان منحصراً به یک نقطهٔ خاص نسبت داد. در یک فضای برداری، تنها بردارهای جابه‌جایی وجود دارند که به آن‌ها بردارهای انتقال یا، ساده‌تر، انتقال بین نقاط فضا گفته می‌شود. لذا، تفاضل نقاط فضا معنی‌دار خواهد بود و منجر به تولید بردار انتقال می‌گردد، اما جمع کردن نقاط فضا بی‌معنی خواهد بود. بنابراین، با افزودن یک بردار انتقال به یک نقطه، می‌توان به نقاط جدید رسید.
هر فضای برداری را می‌توان به‌عنوان یک فضای آفین درنظر گرفت؛ این امر با فراموش کردن نقش ویژه‌ای که بردار صفرِ مبدأ در فضای برداری دارد رخ می‌دهد. در این حالت، عناصر فضای برداری را می‌توان یا به صورت نقاط فضای آفین دید، یا به صورت بردارهای جابه‌جایی یا «انتقال‌ها». زمانی که یک بردار صفر را به‌عنوان نقطه درنظر بگیریم، به آن مبدأ هم گفته می‌شود. افزودن یک بردار ثابت به عناصر یک زیرفضای خطی از یک فضای برداری، «زیرفضای آفین» تولید خواهد کرد. همچنین می‌توان گفت این زیر فضای آفین از طریق انتقال (دور کردن آن از مبدأ) یک زیر فضای خطی با کمک بردار انقال بدست آمده‌است. در ابعاد نامتناهی، چنین زیرفضای آفینی، مجموعهٔ جواب دستگاه خطی ناهمگن خواهد بود. بردارهای انتقال برای آن فضای آفین هم جواب‌های متناضر به دسگاه همگن خطی خواهد بود که خود زیرفضایی خطی می‌باشند. در مقایسه، زیرفضاهای خطی همیشه شامل مبدأ آن فضای برداریست.
بعد یک فضای آفین به صورت بعد فضای برداری انتقالات آن تعریف می‌شود. هر فضای آفین از بُعدِ ۲، صفحهٔ آفین، و هر فضای آفین از بُعدِ ۱، خط آفین است. ایضاً، هر زیرفضای آفین با بُعدِ n-1 را نیز در یک فضای آفین از فضای برداری n-بُعدی، اَبَرصفحهٔ آفین می‌نامند.